# Record d'Europe du lancer du javelot
Pour un article plus général, voir Records d'Europe d'athlétisme.
Les records d'Europe du lancer du javelot sont actuellement détenus par le Tchèque Jan Železný qui établit un lancer à 98,48 m le 25 mai 1996 à Iéna, en Allemagne, et par sa compatriote Barbora Špotáková, créditée de 72,28 m le 13 septembre 2008 à Stuttgart en Allemagne. Ces deux performances constituent les actuels records du monde.
Le premier record d'Europe masculin homologué par l'Association européenne d'athlétisme est établi par le Suédois Eric Lemming en 1912 avec la marque de 62,34 m. La Tchécoslovaque Bozena Sramkova est la première détentrice du record d'Europe féminin, en 1922, avec la mesure de 25,01 m.

## Progression

### Hommes
| Marque                                                  | Athlète          | Date              | Lieu             |
| ------------------------------------------------------- | ---------------- | ----------------- | ---------------- |
| Premier modèle (1912-1986)                              |                  |                   |                  |
| 62,32 m                                                 | Eric Lemming     | 29 septembre 1912 | Stockholm        |
| 66,10 m                                                 | Jonni Myyrä      | 25 août 1919      | Stockholm        |
| 66,62 m                                                 | Gunnar Lindström | 12 octobre 1924   | Eksjö            |
| 69,88 m                                                 | Eino Penttilä    | 8 octobre 1927    | Viipuri          |
| 71,01 m                                                 | Erik Lundqvist   | 15 août 1928      | Stockholm        |
| 71.57 m                                                 | Matti Järvinen   | 8 août 1930       | Viipuri          |
| 71,70 m                                                 | Matti Järvinen   | 17 août 1930      | Tampere          |
| 71,88 m                                                 | Matti Järvinen   | 31 août 1930      | Vaasa            |
| 72,93 m                                                 | Matti Järvinen   | 14 septembre 1930 | Viipuri          |
| 74,02 m                                                 | Matti Järvinen   | 27 juin 1932      | Turku            |
| 74,28 m                                                 | Matti Järvinen   | 25 mai 1933       | Mikkeli          |
| 74,61 m                                                 | Matti Järvinen   | 7 juin 1933       | Vaasa            |
| 76,10 m                                                 | Matti Järvinen   | 15 juin 1933      | Helsinki         |
| 76,66 m                                                 | Matti Järvinen   | 7 septembre 1934  | Turin            |
| 77,23 m                                                 | Matti Järvinen   | 18 juin 1936      | Helsinki         |
| 77,87 m                                                 | Yrjö Nikkanen    | 25 août 1938      | Karhula          |
| 78,70 m                                                 | Yrjö Nikkanen    | 16 octobre 1938   | Kotka            |
| 80,15 m                                                 | Janusz Sidło     | 2 octobre 1953    | Iena             |
| 83,66 m                                                 | Janusz Sidło     | 30 juin 1956      | Milan            |
| 85,71 m                                                 | Egil Danielsen   | 26 novembre 1956  | Melbourne        |
| 86,74 m                                                 | Carlo Lievore    | 1er juin 1961     | Milan            |
| 87,12 m                                                 | Terje Pedersen   | 1er juillet 1964  | Oslo             |
| 91,72 m                                                 | Terje Pedersen   | 2 septembre 1964  | Oslo             |
| 91,98 m                                                 | Jānis Lūsis      | 23 juin 1968      | Saarijärvi       |
| 92,70 m                                                 | Jorma Kinnunen   | 18 juin 1969      | Tampere          |
| 93,80 m                                                 | Jānis Lūsis      | 6 juillet 1972    | Stockholm        |
| 94,08 m                                                 | Klaus Wolfermann | 5 mai 1973        | Leverkusen       |
| 94,58 m                                                 | Miklós Németh    | 25 juillet 1976   | Montréal         |
| 96,72 m                                                 | Ferenc Paragi    | 23 avril 1980     | Tata             |
| 104,80 m                                                | Uwe Hohn         | 20 juillet 1984   | Berlin-Est       |
| Deuxième modèle (du 1er avril 1986 au 17 novembre 1991) |                  |                   |                  |
| 85,74 m                                                 | Klaus Tafelmeier | 21 septembre 1986 | Côme             |
| 87,66 m                                                 | Jan Železný      | 31 mai 1987       | Nitra            |
| 89,10 m                                                 | Patrik Bodén     | 24 mars 1990      | Austin           |
| 89,58 m                                                 | Steve Backley    | 2 juillet 1990    | Stockholm        |
| 89,66 m                                                 | Jan Železný      | 14 juillet 1990   | Oslo             |
| 90,98 m                                                 | Steve Backley    | 20 juillet 1990   | Londres          |
| 91,98 m                                                 | Seppo Räty       | 6 mai 1991        | Shizuoka         |
| 96,96 m                                                 | Seppo Räty       | 2 juin 1991       | Punkalaidun      |
| Modèle actuel (depuis le 18 novembre 1991)              |                  |                   |                  |
| 91,46 m                                                 | Steve Backley    | 25 janvier 1992   | North Shore City |
| 95,54 m                                                 | Jan Železný      | 6 avril 1993      | Pietersburg      |
| 95,66 m                                                 | Jan Železný      | 29 août 1993      | Sheffield        |
| 98,48 m                                                 | Jan Železný      | 25 mai 1996       | Iéna             |